# Neder-Silezisch voetbalkampioenschap 1920/21
In 1920/21 werd het tiende Neder-Silezisch voetbalkampioenschap gespeeld, dat georganiseerd werd door de Zuidoost-Duitse voetbalbond. 
Door de uitbreiding met andere competities was het kampioenschap niet meer beperkt tot Liegnitz en was eigenlijk een soort tussenstation geworden tussen de reguliere competitie en de Zuidoost-Duitse eindronde. De kampioen van Wohlau trok zich terug uit de eindronde.
ATV Liegnitz werd kampioen en plaatste zich voor de Zuidoost-Duitse eindronde. De club versloeg in de eerste ronde Beuthen SuSV 09 en werd dan door de Breslauer Sportfreunde uitgeschakeld.

## Deelnemers aan de eindronde
| Club                           | Gekwalificeerd als       |
| ------------------------------ | ------------------------ |
| FV 1920 Züllichau              | Kampioen van Glogau      |
| ATV Liegnitz                   | Kampioen van Liegnitz    |
| Vereinigte Sportfreunde Wohlau | Kampioen van Wohlau      |
| SpVgg 1908 Reichenbach         | Kampioen van Schweidnitz |
| Waldenburger SV 09             | Kampioen van Waldenburg  |

## Eindronde
| Plaats | Club                           | Wed.           | W              | G              | V              | Saldo          | Ptn            |
| ------ | ------------------------------ | -------------- | -------------- | -------------- | -------------- | -------------- | -------------- |
| 1.     | ATV Liegnitz                   | 6              |                |                |                | 8:6            | 8:4            |
| 2.     | SpVgg 1908 Reichenbach         | 6              |                |                |                | 8:4            | 6:6            |
| 3.     | Waldenburger SV 09             | 6              |                |                |                | 7:9            | 6:6            |
| 4.     | FV 1920 Züllichau              | 6              |                |                |                | 4:8            | 4:8            |
| 5.     | Vereinigte Sportfreunde Wohlau | Teruggetrokken | Teruggetrokken | Teruggetrokken | Teruggetrokken | Teruggetrokken | Teruggetrokken |

|  | Geplaatst voor eindronde |